# 646
646 (DCXLVI) fue un año común comenzado en domingo del calendario juliano, en vigor en aquella fecha.

## Acontecimientos
- VII Concilio de Toledo.
- Promulgación del Taikwa, edicto de reforma de Japón, que empieza a imitar la cultura China.

## Nacimientos
- Abd al-Malik, quinto califa.
- El rey visigodo Wamba el Grande.

## Fallecimientos
- Sulpicio Pío, religioso franco.